# (15874) 1996 TL66
(15874) 1996 TL66 ali  (15874) 1996 TL66  je čezneptunski asteroid v razpršenem disku. 

## Odkritje
Asteroid (15874) 1996 TL66 so odkrili David C. Jewitt, Jane X. Luu in Jun Chen 9. oktobra 1996. Bil je prvi asteroid, ki so ga smatrali za člana razpršenega diska. Pred njim so že odkrili (48639) 1995 TL8, ki so ga šele pozneje proglasili za telo v razpršenem disku.

## Lastnosti
(15874) 1996 TL66 ima po ocenah premer okoli 630 km. Spada med večja čezneptunska telesa.